# Удача (мультфильм)
«Удача» (англ. Luck) — компьютерно-анимационный фэнтезийный комедийный фильм 2022 года, созданный Apple Original Films совместно со Skydance Animation.
Режиссёром выступила Пегги Холмс, а сценаристом Кил Мюррей в соавторстве с Джонатаном Айбелом и Гленном Бергером. Сюжет основан на концепции Ребеки Карраско, Хуана Де Диоса и Хулиана Ромеро.
Премьера мультфильма состоялась 5 августа 2022 года на Apple TV+, а также в некоторых кинотеатрах США.
Фильм получил смешанные отзывы от критиков с похвалой за озвучку и анимацию, но критикой за построение мира и сюжет.

## Сюжет
Сэм Гринфилд — 18-летняя молодая девушка, сирота из приюта, которой постоянно не везёт. По достижении совершеннолетия начала жить самостоятельно, к большому разочарованию своей младшей подруги Хейзел, которую скоро должны удочерить. Однажды ночью, разделив бутерброд с чёрным котом, она находит пенни, который надеется отдать Хейзел за её коллекцию талисманов удачи, которые помогут ей найти семью. На следующий день Сэм замечает, что благодаря пенни она стала удачливой. Однако вскоре она случайно спускает его в унитаз.
Сэм возвращается к тому месту, где нашла монету, и снова встречает кота. Девушка рассказывает ему, что произошло, и он так удивился её рассказу, что заговорил, после чего убежал. Потрясённая этим, Сэм бежит за ним, и через портал попадает в Страну Удачи, где видит лепреконов, которые приносят удачу людям на Земле. Кот рассказывает Сэм, что его зовут Боб, и что пенни ему нужен для удачи на Земле, и что он будет изгнан, если станет известно, что он его потерял. В итоге, Боб и Сэм заключают уговор, что получат ещё один пенни для Хейзел, прежде чем вернут его Бобу. Боб использует пуговицу Сэм, чтобы выдать её за пенни, в то время как она пробирается в Страну Удачи, используя одежду, принадлежащую помощнику Боба — лепрекону Джерри. Из-за того, что все лепреконы маленькие, а Сэм большая, то она выделяется среди них, поэтому, когда их застают две лепреконши в раздевалке, Боб говорит им, что Сэм из Латвии. Далее, он знакомит её с Джерри, где они также говорят, что она из Латвии, после чего Сэм с Джерри идут на Склад пенни, где ей случайно попадается её же пуговица, которую Боб отправил на входе, из-за чего произошёл крупный инцидент на Складе пенни.
После катастрофы на Складе, Джерри узнаёт о личности Сэм, после чего использует специальный беспилотник, чтобы найти пропавший пенни на Земле. Но беспилотник теряется в Посреди, в пространстве между Удачными и Неудачными землями. Сэм и Боб отправляются в Посреди, где работает единорог по имени Джефф. Джефф управляет машиной под названием Аппарат Неудачи, которая удерживает крупинки неудачи от прилипания и питает Случайник, ещё одну машину, которая посылает на Землю как удачу, так и неудачу. Джефф им говорит, что нашёл пенни и отправил его обратно на Склад. Тем не менее, Сэм решает навестить дракона в надежде получить ещё один пенни. Дракониха по имени Бейб делится своим желанием с Сэм, рассказывая ей, как было бы лучше для всех, если бы вокруг была удача, прежде чем дать ей новый пенни. Однако ей приходится пожертвовать пенни, чтобы спасти Боба от изгнания после того, как Капитан узнаёт, что Боб потерял свой пенни.
Всё ещё желая помочь Хейзел, Сэм и Боб решают временно отключить Аппарат Неудачи, чтобы предотвратить попадание неудачи в Случайник и, таким образом, дать Хейзел удачу, необходимую ей для удочерения. Однако частицы неудачи начинают засорять машину Джеффа, просачиваясь в Страну Удачи и уничтожая камни удачи и неудачи в Случайнике, что само по себе приносит неудачу в Страну Удачи и на Землю. Видя, что Хейзел не удочерили из-за этого, Сэм расстраивается, и начинает плакать. Боб говорит Сэм, что, невзирая на удачу или нет, Хейзел — самая счастливая девочка, потому что Сэм рядом с ней. Сэм понимает, что всё можно исправить, так как она нашла немного удачи в стране Неудачи, находясь на пути к Посреди.
Они с Бобом идут в бар «Источник», где бармен-корень даёт им банку удачи, которую они позже использовали. Они берут его с собой к Бейб, чтобы сделать два новых камня, удачи и неудачи. Однако, в то время как Бейб создаёт камень неудачи, она создаёт два камня удачи, желая создать мир, в котором будет только удача. Прежде чем она успела их поставить в Случайник, Сэм говорит ей, что людям неудача нужна так же сильно, как и удача. Осознав свою ошибку, дракониха позволяет Сэм поместить камень неудачи, после чего всё приходит в норму, и Сэм видит, что Хейзел наконец-то удочерили. Бобу предлагают сохранить работу в «Стране удачи», но он решает, что хочет жить с Сэм.
Год спустя, вернувшись домой, семья Хейзел проводит время с Сэм и Бобом, так как Сэм смирилась со своей неудачей.

## В ролях
| Персонаж                              | Озвучивание       |
| ------------------------------------- | ----------------- |
| Сэм                                   | Ева Ноблесада     |
| Боб                                   | Саймон Пегг       |
| Дракониха Бейб                        | Джейн Фонда       |
| Капитан                               | Вупи Голдберг     |
| Единорог Джефф                        | Флула Борг        |
| Марв                                  | Лил Рел Хауэри    |
| Лепрекон Джерри                       | Колин О’Донохью   |
| Корень                                | Джон Ратценбергер |
| Хейзел                                | Аделинн Спун      |
| Приёмная мать Хейзел                  | Кари Уолгрен      |
| Приёмный отец Хейзел / любопытный кот | Ник Терстон       |

## Производство
В июле 2017 года Paramount Pictures (через Paramount Animation) и Skydance Media заключили многолетнее партнёрство с Ilion Animation Studios, анонсировав свой первый полнометражный анимационный фильм «Удача» с датой выхода 19 марта 2021 года. Алессандро Карлони подписал контракт на режиссуру фильма по сценарию Джонатана Айбела и Глена Бергера, основанному на оригинальной концепции Ребеки Карраско, Хуана Де Диоса и Хулиана Ромеро. Skydance Animation наняла бывшего генерального директора Pixar Animation Studios и Walt Disney Animation Studios — Джона Лассетера в конце января 2019 года, в качестве главы отдела анимации. После найма Лассетера тогдашний глава Paramount Animation Мириэль Сория объявила, что Paramount больше не будет работать с Skydance Animation. Мультфильм всё ещё собирались выпустить Paramount Pictures без бренда Paramount Animation, пока Apple TV+ не приобрела права на распространение обоих фильмов в феврале 2021 года в рамках более крупного соглашения с Skydance Animation. Apple Original Films заменила Paramount в качестве продюсерской компании фильма, а Apple TV+ занималась дистрибуцией. 14 января 2020 года Карлони была заменена на Пегги Холмс, которая ранее была режиссёром мультфильмов «Феи: Тайна зимнего леса» (2012) и «Феи: Загадка пиратского острова» (2014). Кил Мюррей, сценарист мультфильмов «Тачки» (2006) и «Тачки 3» (2017), также был нанят для переписывания сценария.

### Кастинг
В апреле 2019 года Эмма Томпсон была нанята для озвучивания одного из персонажей в мультфильме, но покинула проект после того, как был нанят Лассетер. В феврале 2021 года Джейн Фонда была выбрана на роль Дракона, а в июне Вупи Голдберг на роль Капитана.

### Анимация
Анимация была предоставлена Skydance Animation Madrid (ранее Ilion Animation Studios), а также была сделана в Лос-Анджелесе и Коннектикуте. Часть производства производилась удалённо во время пандемии COVID-19.

### Саундтрек
Таня Донелли и Маунт Джой первоначально были привлечены для написания партитуры к фильму, в то время как Уильям Дж. Капарелла был ведущим редактором. Однако 15 ноября 2021 года было объявлено, что композитор Джон Дебни заменит их на посту композитора. Ева Ноблесада записала кавер-версию песни «Lucky Star» с дополнительным вокалом Аланы Да Фонсеки, и она была включена в саундтрек, выпущенный вместе с фильмом, который был выпущен Milan Records.

## Релиз
Первоначально мультфильм должен был выйти в прокат 19 марта 2021 года, но был отложен до 18 февраля 2022 года, а позже до его состоявшейся даты выхода — 5 августа 2022 года.

## Отзывы

### Критика
На сайте-агрегаторе рецензий Rotten Tomatoes мультфильм имеет оценку критиков 5,2/10 из 76 отзывах критиков и 3,9/5 на основе оценок аудитории.
Metacritic, который использует средневзвешенное значение, присвоил фильму оценку 48 из 100 на основе 21 критика, что означает «смешанные или средние отзывы».
На агрегаторе-оценок IMDB мультфильм имеет рейтинг 6.3/10 на основе 4 544 пользовательских оценок.
Питер Брэдшоу из The Guardian оценил фильм на две звезды из пяти, описав сценарий как «совершенно бессмысленный и искаженный».